# Saint-Pierre-du-Regard
Saint-Pierre-du-Regard település Franciaországban, Orne megyében. Lakosainak száma 1335 fő (2022. január 1.). Saint-Pierre-du-Regard Saint-Denis-de-Méré, Condé-en-Normandie, Athis-Val de Rouvre, Montilly-sur-Noireau és Sainte-Honorine-la-Chardonne községekkel határos.

## Népesség
A település népessége az elmúlt években az alábbi módon változott:
| Lakosok száma | 1390 | 1421 | 1458 | 1422 | 1413 | 1404 | 1381 | 1358 | 1335 |
|               | 2013 | 2015 | 2016 | 2017 | 2018 | 2019 | 2020 | 2021 | 2022 |